# 975. grenadirski polk (Wehrmacht)
975. grenadirski polk (izvirno nemško 975. Grenadier-Regiment; kratica 975. GR) je bil pehotni polk Heera v času druge svetovne vojne.

## Zgodovina
Polk je bil ustanovljen 16. novembra 1943 pri Zagrebu in dodeljen 367. pehotni diviziji.